# Diaspora
Diaspora è un termine di origine greca (deriva dal verbo greco διασπείρω, letteralmente "disseminare"). Il significato originario è quello di "dispersione di un popolo nel mondo dopo l'abbandono delle sedi di origine" o di "dispersione in varie parti del mondo di un popolo costretto ad abbandonare la propria sede di origine" e per via estensiva "dispersione di individui in precedenza riuniti in un gruppo".

## Etimologia
Diaspora deriva dal greco διασπορά «dispersione», che a sua volta deriva dal verbo διασπείρω «disseminare».

## Descrizione
La diaspora per antonomasia è quella degli ebrei nel mondo antico (diaspora ebraica), dopo le successive deportazioni in Assiria (721 a.C.) e a Babilonia (586 a.C., esilio babilonese) e soprattutto a seguito della fine di un'entità politica ebraica in Palestina dopo le conquiste militari dei Romani e la duplice distruzione del Tempio di Gerusalemme nel 586 a.C. e nel 70 d.C. Il tema del ritorno in Palestina degli ebrei dispersi divenne uno dei più comuni della letteratura apocalittica e del messianismo giudaico.
Altre diaspore storiche includono: 
- La tratta degli schiavi africani, detta a volte anche diaspora nera o diaspora africana.
- La diaspora armena, ossia la fuga della popolazione armena a seguito del genocidio compiuto per opera degli ottomani a inizio del XX secolo.
- L'esodo giuliano dalmata, talvolta indicato come diaspora giuliano-fiumano-dalmata, ossia l'espatrio forzato della maggioranza dei cittadini di etnia e di lingua italiana dall'Istria, dal Quarnaro e dalla Dalmazia.
- La diaspora tibetana, riferita alle popolazioni del Tibet che, a seguito della rivoluzione cinese del 1959, scelsero di rifugiarsi in India, dove il Dalai Lama ottenne asilo politico.

### Diaspora e migrazione
Il termine diaspora è stato ripreso in epoca recente per indicare "la dispersione di membri di una comunità in paesi dove la maggioranza degli abitanti segue una fede diversa".
Nella sociologia delle migrazioni, esso è usato per indicare le relazioni (più o meno istituzionalizzate) tra membri di una comunità migrante in un paese terzo, volte al mutuo supporto e allo sviluppo del paese d'origine tramite l'invio di rimesse.. Altri studiosi contestano tuttavia l'uso del termine definendo piuttosto questa modalità con nazionalismo a lunga distanza.

### Diaspora in linguistica
In linguistica, si usa il termine diaspora per indicare la frantumazione della originaria unità linguistica indoeuropea, ossia "la ramificazione e successiva differenziazione del nucleo di dialetti da cui si svilupparono le varie lingue storiche oggi assegnate alla famiglia indoeuropea, in conseguenza degli spostamenti dei popoli che, dall'area molto più ristretta dove in origine tali dialetti erano parlati, si diffusero (a partire dalla fine del III millennio a.C.) nell'Europa centrale e poi occidentale, in Asia Minore e in India".